# 莫利諾斯 (薩爾塔省)
24°53′S 65°29′W / 24.883°S 65.483°W

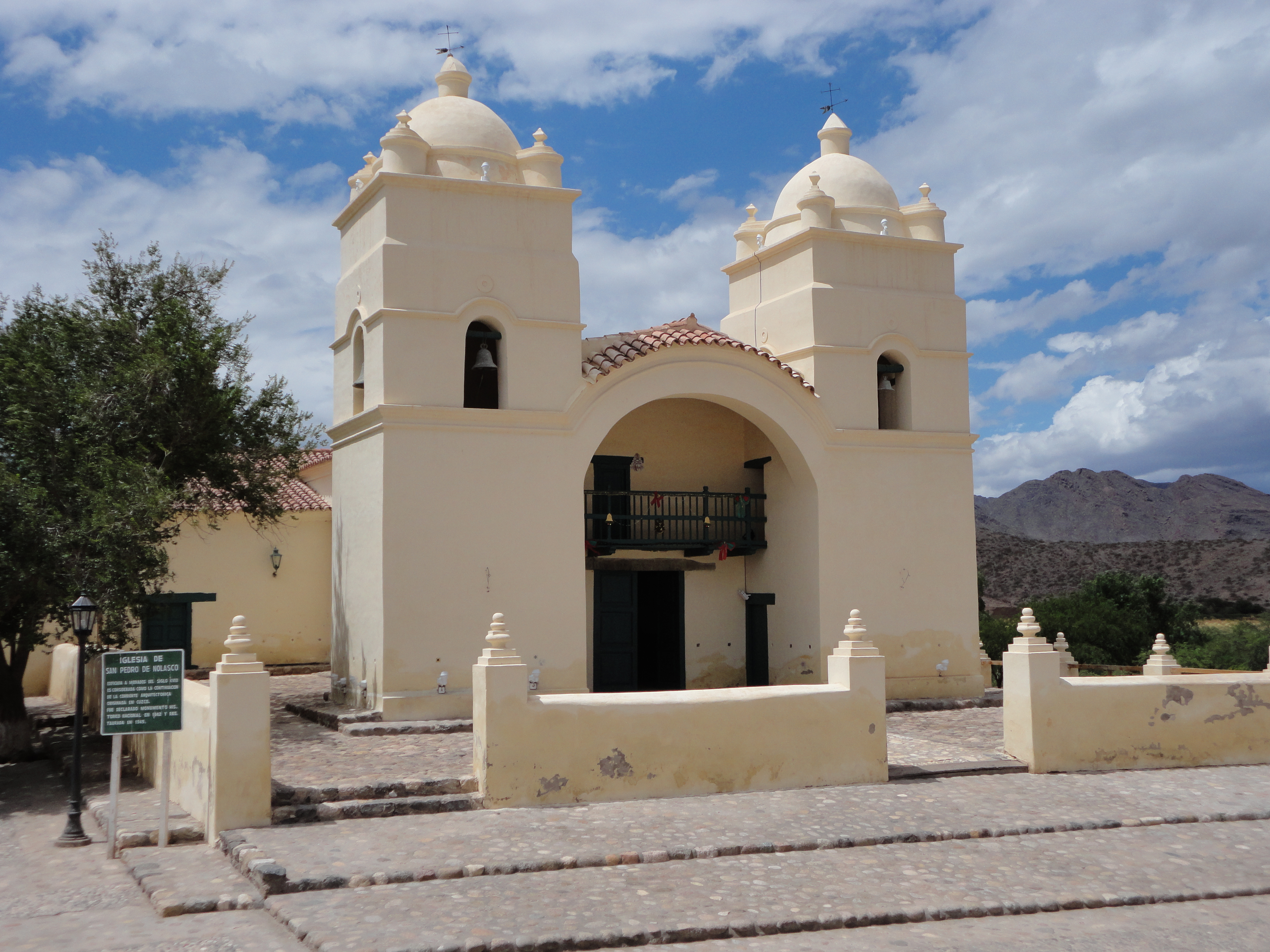
莫利諾斯

莫利諾斯（西班牙語：Molinos），是阿根廷的城鎮，位於該國西北部薩爾塔省，是莫利諾斯縣的首府，距離薩爾塔210公里，該地區的地震活動頻繁和低強度，海拔高度2,220米，2001年人口927。